# Eilema nebra
Eilema nebra är en fjärilsart som beskrevs av Alfred Ernest Wileman och West 1928. Eilema nebra ingår i släktet Eilema och familjen björnspinnare. Inga underarter finns listade i Catalogue of Life.